# Marvin, Welch & Farrar
Marvin, Welch & Farrar fue un grupo de música del Reino Unido y Australia durante los años 70, formado por tres exmiembros de The Shadows. La diferencia más notoria es que, quizá, The Shadows eran más conocidos por su trabajo instrumental, mientras que este grupo tiende hacia lo vocal.

## Composición
- Hank Marvin (nacido el 28 de octubre de 1941)
- Bruce Welch (nacido el 2 de noviembre de 1941)
- John Farrar (nacido el 8 de noviembre de 1946)

Todos desempeñaban el rol de guitarristas y cantantes.

## Álbumes
Las canciones de todos los discos grabados por el grupo fueron escritos por los miembros del mismo, salvo ocasionales ayudas de coescritores.
El grupo grabó tres álbumes:
- Marvin Welch & Farrar (1971)
- Second Opinion (1972)
- Marvin & Farrar (1973)

Después de grabar Second Opinion, Welch se retiró del grupo, por lo que el tercer disco sólo lo grabaron Marvin y Farrar, de hecho ese fue el título del mismo. El grupo fue disuelto a finales de 1973 cuando ambos cantantes aprovecharon sus cualidades musicales y se unieron de nuevo a The Shadows.
- Datos: Q9029879